# Ottomar von Volkmer
Ottomar (Othmar) von Volkmer (* 7. Mai 1839 in Olmütz; † 20. Januar 1901 in Wien) war ein österreichischer Chemiker, Physiker und Druckereifachmann.

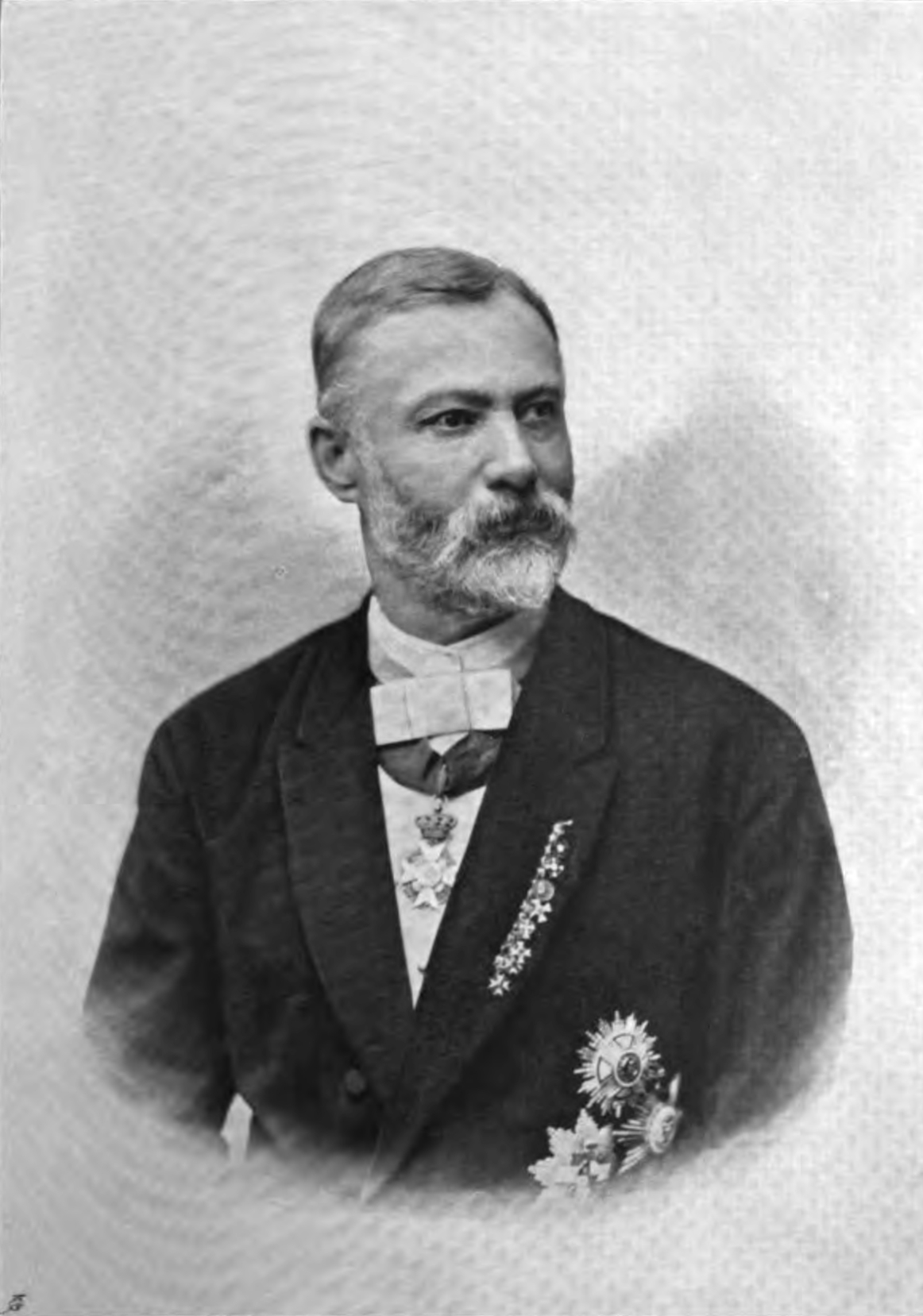
Ottomar von Volkmer von J. Székely (Photographische Correspondenz, 1901)

## Leben
Volkmer war Präsident der Photographischen Gesellschaft in Wien von 1885 bis zu seinem Tode und Vizepräsident des Elektro-Vereins. Ab 1885 war er Vizedirektor der k. k. Hof- und Staatsdruckerei, von 1892 bis zu seinem überraschenden Tode deren Direktor. Er stellte den Betrieb von Dampf- auf Elektroantrieb um und trennte administrativ den Verlag vom Verschleiß. Nach seinem Tode wurde Volkmer auf dem Wiener Zentralfriedhof bestattet.
1956 benannte man die Volkmargasse (sic!) in Wien-Favoriten nach ihm.

## Schriften
- Die Kartographie, die Reproductions-Methoden sowie die maschinellen Druckvorrichtungen für Karten auf der Welt-Ausstellung in Paris 1878. Waldheim: Wien, 1878
- Das königlich portugiesische geographische Institut zu Lissabon. Waldheim: Wien, 1879
- Die Technik der Reproduction von Militär-Karten und Plänen. Verlag des k.k. technischen und administrativen Militär-Comités: Wien, 1880
- Die Kartographie. Wien 1882
- Betrieb der Galvanoplastik mit dynamisch-elektrischen Maschinen zu Zwecken der graphischen Künste. Keiss: Wien, 1883
- Mitteilungen über Fortschritte in einzelnen Gebieten der photographischen Technik. Militär-wissenschaftlicher Verein: Wien, 1887
- Die Kartographie, die Reproductions-Methoden sowie die maschinellen Druckvorrichtungen für Karten auf der Welt-Ausstellung in Paris 1889. Militär-wissenschaftlicher Verein: Wien, 1890
- Die Photographie und die damit in Beziehung stehenden modernen Reproduktions-Verfahren auf der Weltausstellung zu Paris 1889. Militär-wissenschaftlicher Verein: Wien, 1890
- Eine technische Studienreise nach der Schweiz, Frankreich, England, Holland und Deutschland. Hof- und Staatsdruckerei: Wien, 1890
- Mitteilungen über Fortschritte im Gebiete der Photographie. Militär-wissenschaftlicher Verein: Wien, 1891
- Über Photographieren von Unsichtbarem. Hof- und Staatsdruckerei: Wien, 1893
- Die Photo-Galvanographie zur Herstellung von Kupferdruck- und Buchdruckplatten. Knapp: Halle an der Saale, 1894
- Die photographische Aufnahme von Unsichtbarem. Knapp: Halle an der Saale, 1894
- Die Photo-Gravüre zur Herstellung von Tiefdruckplatten in Kupfer, Zink und Stein nebst einem Anhang über Kupferdruck-Maschinen. Knapp: Halle an der Saale, 1895
- Neue Arbeiten im Gebiete der Photographie und der graphischen Künste. Brzezowsky: Wien, 1901